# Вільямсбурзький міст
Вільямсбурзький міст (англ. Williamsburg Bridge) — міст через протоку Іст-Рівер у Нью-Йорку.
Він з'єднує райони Нью-Йорка — Манхеттен і Бруклін (округ Вільямсбург). Проектування цього моста, другого через протоку Іст-Рівер, почалося в 1896 році. Відкрито міст 19 грудня 1903 року.
Конструкція Вільямсбургського моста виконана по типу «Висячий міст». Довжина основного прольоту — 487,68 метра, загальна довжина моста — 2227,48 метра, ширина моста — 35,97 метра. По мості проходять гілки «J», «M» та «Z» Нью-Йоркського метро.